# ماریا والنزوئلا (بازیکن فوتبال)
ماریا والنزوئلا (انگلیسی: María Valenzuela؛ زادهٔ ۲۶ نوامبر ۲۰۰۲) بازیکن فوتبال اهل اسپانیا است.
وی همچنین در تیم‌های ملی فوتبال Spain women's national under-17 football team و Spain women's national under-19 football team بازی کرده‌است.